# Diego Barreto
Diego Daniel Barreto Cáceres (16 de julho de 1981) é um ex-futebolista paraguaio que atuava como goleiro.

## Carreira
Ele fazia parte do time de futebol do Paraguai premiado com a medalha de prata nas Olimpíadas de 2004. Paraguai reservou uma vaga nas quartas-de-final com duas vitórias no grupo de qualificação, terminando em segundo, e depois bateu a Coréia do Sul nas quartas-de-final e o Iraque, na semi-finais, antes de perder para a Argentina na final.
Em 2007, Barreto tinha um contrato com o Newell's Old Boys na Argentina, mas não conseguiram segurar a equipe 1, e acabou retornando ao Paraguai, em janeiro de 2008. No entanto, ele assinou novamente com a equipe argentina em julho de 2008.
O goleiro ficou mais conhecido no Brasil durante a campanha do clube paraguaio na Copa Sul-Americana de 2009, onde o Cerro Porteño eliminou o Botafogo nas quartas-de-final e foi eliminado pelo Fluminense nas semi-finais, sendo o grande destaque da equipe paraguaia.

## Títulos
Cerro Porteño
- Campeonato Paraguaio: 2004, 2005 e 2012 (Apertura) 2015, 2018 (Apertura e Clasura)  2019 (Apertura e Clasura)

### Prêmios Individuais
- Prêmios Guaraní - Melhor Goleiro do ano: 2009 e 2010
- Melhor Goleiro do Ano (APF): 2010